# Zuckerstraße
Die Zuckerstraße ist ein im 18. Jahrhundert genutzter Handelsweg in Europa, der von Halle (Westf.) im Rheingebiet bis nach Schlesien führte. Einzelne Reste der Straße sind als Bodendenkmale anzutreffen. Sie liegt wahrscheinlich jedoch in der Trasse mittelalterlicher Fernhandelswege. Die bei Bergbauarbeiten in der Lausitz aufgefundenen Siedlungsreste und Artefakte sollen nun langfristig gesichert und somit für spätere Forschungen erhalten werden.

## Überblick
Der Name des Handelsweges bezeichnet die hauptsächlich transportierte Ware auf den europäischen Straßen: den Zucker. Auch Kaffee und Kolonialwaren wurden gehandelt. Die mit weißen Planen bespannten Planwagen wurden im Volksmund auch Weiße Elefanten genannt. Erkenntnissen der Historiker zufolge zog sich durch die Lausitz eine etwa 130 Meter breite Handelsstraße, auf der sich zahlreiche Wagenspuren nachweisen lassen. 
In den 2010er Jahren besteht die Chance, einige Reste archäologisch zu untersuchen und zu kartografieren, weil hier beim Abbau von Braunkohlenlagerstätten der Bergbaubetreiber, das Unternehmen Lausitz Energie Kraftwerke AG/Lausitz Energie Bergbau AG (LEAG), vertraglich verpflichtet ist, Bodendenkmäler zu sichern. Im Januar 2018 schlossen das Denkmalamt der Lausitzregion und der Bergbaukonzern einen Vertrag zur Finanzierung in nicht genannter Höhe, der Archäologenteams im Vorfeld der Abbaggerung für den Tagebau Welzow-Süd Grabungen ermöglicht.